# The Michael Schenker Group
The Michael Schenker Group è il primo album dei Michael Schenker Group, uscito nel 1980 per l'etichetta discografica Chrysalis Records.

## Tracce
1. Armed and Ready (Barden, Schenker) 4:09
2. Cry for the Nations (Barden, Schenker) 5:14
3. Victim of Illusion (Barden, Schenker) 4:45
4. Bijou Pleasurette (Schenker) 2:18
5. Feels Like a Good Thing (Barden, Schenker) 3:47
6. Into the Arena (Schenker) 4:15
7. Looking out from Nowhere (Barden, Schenker) 4:33
8. Tales of Mystery (Barden, Schenker) 3:20
9. Lost Horizons (Barden, Schenker) 7:07

## Formazione
- Gary Barden - voce
- Michael Schenker - chitarra
- Don Airey - tastiere
- Mo Foster - basso
- Simon Phillips - batteria